# Krobia
Krobia é um município da Polônia, na voivodia da Grande Polônia e no condado de Gostyń. Estende-se por uma área de 7,05 km², com 4 284 habitantes, segundo os censos de 2016, com uma densidade de 607,7 hab/km².